# تاسیسات آبرسانی سد درودزن
تأسیسات آبرسانی سد درودزن یک منطقهٔ مسکونی در ایران است که در دهستان درودزن واقع شده‌است. تاسیسات آبرسانی سد درودزن ۹۴ نفر جمعیت دارد.